# Johann Heinrich Samuel Formey
Johann Heinrich Samuel Formey (Berlin, 1711. május 31. – Berlin,  1797. március 7.) francia-német író, filozófus, teológus, történész, az Encyclopédie szerkesztője.

## Életútja
Dampierre-sur-Moivre-ból származó hugenotta menekültek családjában született. Egy ideig a brandenburgi francia református egyház prédikátora volt, majd 1737-től az ékesszólás, 1739-ben a filozófia tanára lett a berlini francia gimnáziumban. A berlini tudományos és irodalmi akadémia a tagjai közé választotta, ahol egy időben a filozófiai osztályt vezette.
1744-ben a berlini tudományos akadémia dékánja, 1748-ban örökös titkára (secretarius perpetuus) és történésze, 1788-ban az akadémia filozófiai osztályának igazgatója lett. Bizalmasa volt II. Frigyesnek.

## Magyar vonatkozás
- Gyarmathi Sámuel Berlinben ismeretséget kötött Formey-vel, és többször is megjelent a tudós társaság gyűlésein.

## Főbb művei
- Több mint 23000 levelet hagyott hátra
- 1733-ban Isaac de Beausobre-ral, később de Paul-Émile Mauclerc-rel együtt a megindította a Bibliothèque germanique című 25 kötetes gyűjteményt, majd egymaga az ugyancsak 25 kötetes Nouvelle bibliothèque germanique című gyűjteményt
- Le Philosophe chrétien, 1740
- Mémoires pour servir à l’histoire et au droit public de Pologne, La Haye, 1741
- La Belle Wolfienne ou Abrégé de la philosophie de Christian Wolff, 1741–1753
- Conseils pour former une bibliothèque, 1746
- Bibliothèque critique, ou mémoires pour servir à l'histoire littéraire ancienne et moderne, 1746
- Mélanges philosophiques, 1754
- Éloges des académiciens de Berlin, 1757
- Abrégé de l’histoire de la philosophie, 1760
- L’Émile chrétien, 1764
- Frédéric le Grand, Voltaire, Jean-Jacques, d’Alembert, 1789
- Souvenirs d’un citoyen, Berlin, 1789
- Több hírlapot szerkesztett

## Elismerései
- 1750: A Royal Society tagja[1]
- 1757: A Leopoldina Német Természettudományos Akadémia tagja[2]